# Muriel Pénicaud
Pour les articles homonymes, voir Pénicaud.
Muriel Pénicaud, née le 31 mars 1955 à Versailles, est une dirigeante d’entreprise, haute fonctionnaire et femme politique française.
À partir de 2002, elle occupe des postes de direction au sein de grandes entreprises : directrice générale adjointe de Dassault Systèmes (2002-2008) puis directrice générale des ressources humaines du groupe Danone (2008-2014). En 2014, elle participe à la création de Business France, dont elle est directrice générale jusqu'en 2017. Parallèlement à ces activités, elle siège dans différents conseils d'administration d'entreprises (Orange, la SNCF et Aéroports de Paris), associations et fondations.
Ministre du Travail de mai 2017 à juillet 2020 dans les gouvernements Philippe I et II, elle est remplacée dans le gouvernement Castex par Élisabeth Borne. En septembre 2020, elle est nommée ambassadrice, représentante permanente de la France auprès de l'Organisation de coopération et de développement économiques (OCDE). L'année suivante, elle est candidate à la direction de l'Organisation internationale du travail (OIT) mais est battue par le Togolais Gilbert Houngbo.
Elle est mise en examen en octobre 2023 pour « complicité de favoritisme » dans le cadre de l'affaire Business France, liée à l'organisation d'une soirée à Las Vegas en 2016 à la demande d’Emmanuel Macron, alors ministre de l’Économie.

## Vie personnelle

### Famille
Muriel Pénicaud naît le 31 mars 1955 à Versailles. Son père est conseiller financier (qui deviendra ensuite agent de change), sa mère est femme au foyer. Elle est élevée dans un milieu bourgeois, au Chesnay (Yvelines) où elle vit jusqu'à l'âge de 20 ans. Elle réside ensuite à Paris, Nancy, Metz, Caen/Hérouville-Saint-Clair, Malakoff et Meudon.
Divorcée, elle est mère de deux enfants et grand-mère.

### Formation
Elle suit sa scolarité au collège et au lycée Saint-Jean-Hulst, établissement privé d'enseignement catholique de Versailles.
Après son baccalauréat, elle étudie à l'université Paris-Nanterre, dont elle sort diplômée d'une licence en histoire en 1975, puis d'une maîtrise en sciences de l'éducation en 1976. Elle passe huit mois au Canada pour étudier les stratégies scolaires dans les milieux urbains défavorisés. Elle entre ensuite dans la vie professionnelle à 21 ans. À 24 ans, elle prend une année sabbatique pour s’engager dans différents projets et voyager à travers le monde.
En 1980, tout en travaillant, elle obtient un diplôme d'études approfondies (DEA) en psychologie clinique à l'université de Strasbourg,.
Muriel Pénicaud a par ailleurs suivi un programme de formation pour dirigeants, en anglais, au sein de l'Institut européen d'administration des affaires (INSEAD) (1995).

### Patrimoine
Elle possède un patrimoine qui est évalué à 7,5 millions d'euros fin 2017, puis à 6,5 millions d'euros en juillet 2018, par la Haute Autorité pour la transparence de la vie publique, soit le plus élevé de tous les membres du gouvernement. Elle est ainsi propriétaire d'une maison dans les Hauts-de-Seine estimée à 1,3 million d’euros, et d'une autre maison dans la Somme estimée à 340 000 euros. Des contrats d'assurance vie, des instruments financiers, des comptes courants et des produits d'épargne complètent ce patrimoine pour environ 5,9 millions d'euros.

## Carrière professionnelle

### Fonction publique et secteur privé

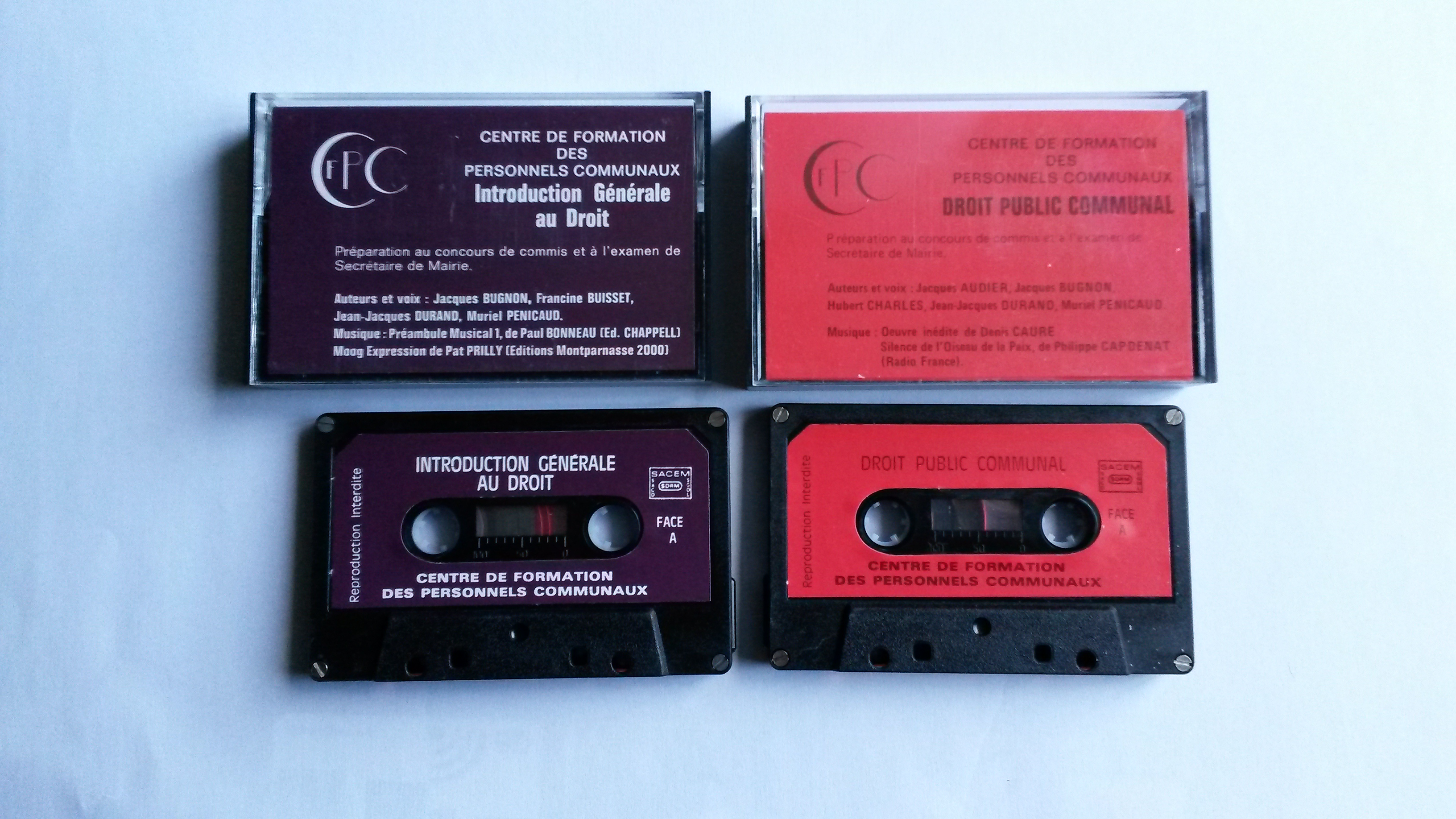
Cours de Muriel Pénicaud au CFPC en 1980.

De 1976 à 1980, Muriel Pénicaud travaille au Centre de formation des personnels communaux, au siège national à Paris puis à la délégation régionale de Lorraine basée à Nancy. Elle y enseigne notamment l'« Introduction générale au droit » et le « Droit public communal ». En 1978, elle devient administratrice territoriale. De 1981 à 1983, elle crée et dirige le Centre lorrain pour l’enfance et la jeunesse (CLEJ) à Nancy. De 1983 à 1985, elle dirige une mission locale pour l'insertion des jeunes à Metz. Elle entre au ministère du Travail, de l’Emploi et de la Formation professionnelle en 1985 et y occupe des fonctions de direction régionale (directrice régionale de la formation professionnelle de Basse-Normandie) et nationale (adjointe au directeur de la formation professionnelle). En 1991, elle devient conseillère pour la formation auprès de la ministre du Travail, Martine Aubry, au sein de son cabinet,. Elle impulse notamment le programme PAQUE de lutte contre l’illettrisme et développe l’apprentissage et les bilans de compétences. Elle reste à ce poste jusqu'aux élections législatives de 1993 qui amènent à la fin du gouvernement Bérégovoy et à la cohabitation.
De 2010 à 2017, elle est vice-présidente du conseil de gouvernance de l’École de droit et management des affaires de Paris II Panthéon Assas-Sorbonne Universités, et cofondatrice vice-présidente de TVDMA, première TV de service public académique sur le management et le droit des entreprises. De 2011 à 2014, elle est nommée administratrice du Groupe Orange et présidente du comité de gouvernance et de responsabilité sociale et environnementale. À ce titre, elle gagne près de 128 000 euros de jetons de présence. De 2013 à 2015, elle est également membre du conseil d’administration de la SNCF et présidente du comité transports et logistique. De 2015 à 2017, elle est membre du conseil de surveillance. En 2013-2014, elle est présidente du conseil d'administration d'AgroParisTech (Institut des sciences et industries du vivant et de l'environnement). En février 2010, elle est coauteure avec Henri Lachmann, Christian Larose et Marguerite Moleux, du rapport au Premier ministre François Fillon Bien-être et efficacité au travail – 10 propositions pour améliorer la santé psychologique au travail,.
De 2014 à 2017, elle est administratrice d’Aéroports de Paris. Elle est aussi administratrice de la Fondation Bettencourt Schueller depuis 2014. En mars 2014, elle est nommée membre du comité de pilotage des 34 plans de la Nouvelle France industrielle, placé sous l'autorité du Premier ministre. En 2014, Muriel Pénicaud est présidente du Conseil national Éducation économie (CNEE). En mai 2014, Muriel Pénicaud devient ambassadrice déléguée aux investissements internationaux, présidente de l’AFII (Agence française pour les investissements internationaux), et directrice générale d'Ubifrance. Elle a la charge d'assurer la fusion entre l’Agence française pour les investissements internationaux (AFII) et Ubifrance. En fusionnant les deux entités, en janvier 2015, Muriel Pénicaud devient la première directrice générale de Business France, agence nationale au service de l'internationalisation de l'économie française, sous l’autorité du ministre de l’Économie, Emmanuel Macron et du ministre des affaires étrangères, Laurent Fabius. Cet établissement public est chargé d’accompagner les PME et ETI à l’export, d’attirer les investissements étrangers en France pour y créer des emplois, et de promouvoir l’image économique de la France à l’international. Une de ses premières mesures est alors d'augmenter de 20 % le salaire du directeur financier et du DRH, ainsi que le sien, qui passe à 225 000 euros annuels. C'est en sa qualité de directrice générale de Business France qu'elle confie l'organisation d'une soirée en marge du Consumer Electronics Show de Las Vegas en janvier 2016 à Havas, sans appel d'offres, ce qui donne lieu à l'affaire Business France,. Son management et de nombreuses infractions au Code du travail émailleront aussi sa présidence.
Depuis novembre 2022 elle siège au conseil d'administration de Galileo Global Education.

### Groupe Danone
En 1993, elle entre chez Boussois-Souchon-Neuvesel (BSN, qui sera une des entreprises à l'origine du groupe Danone l'année suivante), où elle devient une des responsables DRH du groupe. Elle en part en 2002, après avoir occupé plusieurs fonctions de direction successives : directrice de la formation monde, directrice du développement des dirigeants et directrice du développement RH, organisation et knowledge.
En 2008, elle revient au sein du groupe Danone, en tant que membre du comité exécutif, directrice générale des ressources humaines et de l’innovation sociétale,,,, poste qu'elle occupe jusqu'en 2014. Elle touche, entre 2012 et 2014, plus de 4,7 millions d'euros de rémunération pour cette activité. Elle contribue à créer le Fonds de dotation Danone Écosystème et est présidente de 2009 à 2014 du conseil d'administration. Elle crée également Dan’Cares, un système de couverture sociale pour les 100 000 salariés du groupe à travers le monde, une innovation dont se seraient inspirés d'autres groupes internationaux. Elle travaille pendant cette période à la lutte contre l'illettrisme dans l'entreprise. La manière dont elle mène ce combat est critiquée par ses opposants qui pointent du doigt une vision quantitative de ce problème d’intérêt général, mettant l’accent sur la perte de talent et le coût financier de l’illettrisme pour les entreprises.
En 2010, Muriel Penicaud co-crée et développe l’événement et le réseau EVE pour le développement du leadership des femmes, initié par Danone et associant d’autres grandes entreprises.

### Inspection du Travail et Groupe Dassault
De 2002 à 2008, elle est directrice générale adjointe de Dassault Systèmes, membre du Comité exécutif, chargée de l’organisation, des ressources humaines et du développement durable,. Elle met notamment en place les politiques et systèmes RH dans le monde et contribue à de nombreuses fusions & acquisitions.
À partir de 2006, elle est parallèlement amenée à occuper le poste de présidente de l’Institut national du travail, de l’emploi et de la formation professionnelle (INTEFP), organisme de formation des inspecteurs du travail issu du changement de nom et de statut de l’École des inspecteurs et contrôleurs du travail de Marcy-l'Étoile, après sa nomination par le ministre de l'Emploi, de la Cohésion sociale et du Logement, Jean-Louis Borloo. Cette nomination d'une représentante patronale, qui conserve ses fonctions chez Dassault Systèmes, est controversée. Les syndicats d'inspecteurs du travail dénoncent une atteinte à l'indépendance et la crédibilité de leur métier. Pour l'Union nationale des syndicats autonomes (UNSA), « c’est l’inspection du travail offerte au Medef ». Elle occupe cette fonction jusqu’en 2009, et sera aussi membre du Haut conseil du dialogue social,.

## Carrière politique

### Ministre du Travail
Gaspard Gantzer indique que le palais de l'Élysée envisage, en février 2016, sa nomination au sein d'un gouvernement dirigé par Emmanuel Macron. Elle est nommée ministre du Travail le 17 mai 2017 par le Premier ministre Édouard Philippe, après l'élection d'Emmanuel Macron. Lors de la formation du gouvernement Castex en juillet 2020, elle est remplacée par Élisabeth Borne.

#### Réforme du Code du travail
Elle mène une première réforme de restructuration du Code du travail, dont le texte est adopté le 6 juillet 2017 en commission des Affaires sociales, qui porte sur les indemnités légales et prud’homales de licenciement, les négociations dans les petites et moyennes entreprises, la fusion des instances représentatives du personnel, la suppression de critères sur la reconnaissance de la pénibilité au travail et la modification des règles de dialogue entre l'entreprise et les syndicats. Le projet de loi d'habilitation "Pour le renforcement du dialogue social", autorisant le gouvernement à procéder par ordonnances est ensuite adopté en première lecture le 13 juillet à l’Assemblée nationale, par 270 voix contre 50. Il est adopté le 27 juillet - également en première lecture - par le Sénat. Après 30 heures de débat, les sénateurs ont voté à 186 voix pour et 106 voix contre. Parmi les 247 amendements examinés, 37 ont été adoptés dont 6 du groupe Les Républicains, 5 du groupe Union Centriste, 6 du groupe Socialistes, 1 du groupe communiste et citoyen et 19 du Gouvernement. Députés et sénateurs ont ensuite trouvé un accord en commission paritaire le 31 juillet.
Les ordonnances dites « ordonnances Travail » sont parues le 22 septembre 2017

#### Loi «pour la liberté de choisir son avenir professionnel»
Le 25 octobre 2017, la ministre Muriel Pénicaud lance une seconde réforme du modèle social français appelée la loi « pour la liberté de choisir son avenir professionnel ». À cette occasion, il donne la feuille de route et le calendrier des réformes de l’apprentissage et de la formation professionnelle. Le projet de loi a été adopté définitivement le 1er août 2018.
Cette réforme en elle-même, ainsi que plusieurs déclarations de Muriel Pénicaud et les chiffres qu'elle avance pour la justifier font l'objet de critiques. Les syndicats dénoncent « une réforme drastique » qui entraîne « un recul majeur pour les demandeurs d'emploi ». Ils estiment que Muriel Pénicaud minimise l'impact de la réforme (600 000 à 700 000 personnes affectées par la réforme selon Muriel Pénicaud, chiffre contesté par les syndicats qui s'appuient notamment sur un document de travail de l'Unédic qui évoque un impact pour 1,2 million de personnes).

##### Index Pénicaud
Inscrit dans la loi Liberté de choisir son avenir professionnel adoptée en 2018, le décret relatif aux modalités d’application et de calcul de l’Index de l’égalité femmes-hommes en entreprise (dit Index Pénicaud) est paru au Journal Officiel en janvier 2019.
L’Index Pénicaud, qui concerne toutes les entreprises d’au moins 50 salariés, oblige celles-ci à calculer l’index d’égalité femmes-hommes au sein de leur organisation, à partir de plusieurs indicateurs, et à rendre public le résultat. La publication des résultats en 2019 et 2020 montre une progression : la part des entreprises ne respectant pas leur obligation d’augmenter toutes les femmes à leur retour de congé maternité (indicateur 4) passe d’un tiers en 2019, à une sur dix en 2020,.

##### Mon Compte Formation
Prévue par la loi du 5 septembre 2018 pour la liberté de choisir son avenir professionnel, l'application Mon Compte Formation a été lancée en novembre 2019 par Muriel Penicaud et Edouard Philippe. Elle permet à chacun de s'inscrire directement à une session de formation professionnelle, sans intermédiaire.
Elle a été téléchargée 1,88 million de fois la première année et a permis de toucher un public plus diversifié.
Selon la Caisse des Dépôts, le lancement de l'application aurait favorisé la baisse des prix des formations.

#### Directive des travailleurs détachés
Lors du Conseil européen du 23 octobre 2017, la ministre du Travail a défendu la stratégie d’une « Europe qui protège »[pas clair]. Les ministres européens du Travail et des Affaires sociales se sont réunis à Luxembourg le 23 octobre 2017 et se sont accordés sur une révision de la directive sur le travail détaché.
Cet accord, qui défend le principe du « à travail égal, salaire égal » (avec prise en compte de tous les éléments de rémunération), le renforcement de la lutte contre les abus et la fraude et la durée de détachement à 12 mois, est entré en vigueur le 30 juillet 2020.

### Ambassadrice auprès de l'OCDE puis reconversion dans le privé
Le 26 août 2020, elle est nommée ambassadrice, représentante permanente de la France auprès de l'Organisation de coopération et de développement économiques (OCDE), succédant à Jean-Pierre Jouyet.
En mai 2021 elle sort un livre, Pousser les murs (éditions de l'Observatoire), dans lequel elle révèle brièvement avoir souffert d'un cancer de la thyroïde alors qu'elle était ministre. Elle précise : « Ça ne m'empêchait absolument pas de faire mon travail et je ne voulais pas que ça change le regard sur moi ».
À l'automne 2021, elle se déclare candidate à la direction de l'Organisation internationale du travail (OIT). C'est finalement, Gilbert Houngbo qui est élu à ce poste, le 25 mars 2022.
Elle cède sa place fin 2022 à Amélie de Montchalin, elle aussi ancienne membre du gouvernement, et rejoint le conseil d'administration de Manpower, une multinationale spécialisée dans le conseil en ressources humaines.
Fin 2022, Libération révèle que l’ancienne ministre du Travail fait son entrée au conseil d’administration de Galileo Global Education, un puissant groupe d’enseignement supérieur privé (qui mène par ailleurs des activités de lobbying), qui se trouve avoir connu une croissance exponentielle grâce à la « loi Pénicaud » de 2018 sur la formation professionnelle. En novembre 2023, la cellule investigation de Radio France révèle que plusieurs écoles de ce groupe (le leader du secteur avec 27 000 alternants répartis dans 43 écoles) ainsi que l’INSEEC Business School, demandent à leurs apprentis des frais d’inscription alors qu'ils doivent bénéficier, d’après le Code du Travail, d’une formation gratuite.

## Affaires judiciaires

### Business France
De janvier 2015 à mai 2017, Muriel Pénicaud est directrice générale de Business France, agence nationale au service de l'internationalisation de l'économie française. En mars 2017, une enquête préliminaire, ouverte par le parquet de Paris, vise cette agence. Cette enquête concerne l’organisation d'une soirée de promotion des start-ups françaises à l’hôtel The Linq, organisée autour d’Emmanuel Macron, alors ministre de l'Économie, à Las Vegas le 6 janvier 2016, en marge du Consumer Electronics Show (CES), dont l'organisation a été confiée à Havas, sans appel d'offres, ce qui est contraire à la loi.
Le parquet de Paris ouvre en juillet 2017 une information judiciaire pour favoritisme et recel de favoritisme. Elle est confiée au juge Renaud Van Ruymbeke.
Elle est convoquée le 22 mai 2018 par un juge d’instruction chargé de l'affaire en vue d’une audition sous le statut de témoin assisté.
Un audit d'Ernst & Young conduit en juillet 2016 aurait toutefois conclu qu'il « n'a pas été identifié de participation personnelle » de Muriel Penicaud dans ce marché.
Son management est par ailleurs critiqué par certains employés de Business France qui dénoncent du harcèlement, plusieurs départs de cadres ainsi qu'un management par le stress et autoritaire. L'ancienne DRH de Business France aurait ainsi menacé de porter plainte pour harcèlement, avant que l'entreprise ne lui propose une indemnisation pour éviter un procès. Un employé accuse la direction d'avoir agi pour étouffer une affaire gênante pour la ministre.
Le 20 décembre 2017, Le Canard enchaîné révèle que 671 infractions au Code du travail ont été constatées à Business France, lorsque Muriel Pénicaud dirigeait l'agence publique,,,,,,,,,. Selon son successeur Christophe Lecourtier, il n’y a pas encore de procès-verbal définitif à ce sujet.
Elle est mise en examen en octobre 2023 pour « complicité de favoritisme » dans le cadre de l'enquête visant une soirée organisée à Las Vegas en janvier 2016 à la demande d’Emmanuel Macron,. Fin décembre, elle réagit à l'annonce de sa mise en examen auprès de l'AFP en expliquant qu'elle n'a « rien à [se] reprocher, tout simplement ». 

### Creative France
En juillet 2018, des magistrats demandent au procureur l'ouverture d'une information judiciaire concernant le dossier « Creative France » dans lequel ils soupçonnent Muriel Pénicaud de favoritisme au profit, encore une fois, d'Havas.
Le contrat ainsi octroyé aurait rapporté 13,2 millions d'euros à l'entreprise chargée de réaliser des spots publicitaires vantant l'attractivité de la France à l'étranger. Muriel Pénicaud a affirmé devant les juges qu'elle ne connaissait « personne d'Havas » et donc surtout pas Stéphane Fouks, vice-président de l'entreprise, ce que contredit l'enquête qui a eu accès à des courriels où ils se tutoient et où elle écrit à sa secrétaire « J'ai rendez vous avec Fouks, cela ne doit pas figurer à mon agenda, et cela ne doit pas se savoir ». Dans l'abondante correspondance (notamment nocturne) révélée par l'enquête, figure par exemple un courriel daté du 3 juin 2015 (veille de l'audition des candidats retenus pour Creative France), disant « Stéphane, appelle-moi sur mon portable, c'est urgent ! ». Quelques mois après la victoire, Pénicaud sollicite auprès de Stéphane Fouks un poste chez Havas pour son neveu.

## Controverses

### Questionnements sur son impartialité dans la fonction
Muriel Pénicaud a occupé des postes importants dans plusieurs grandes entreprises françaises controversées, ce qui inquiète certains commentateurs quant à son impartialité en tant que ministre vis-à-vis de ces entreprises. L'inquiétude est encore plus grande si l'on considère que sur les neuf conseillers de son cabinet ministériel, quatre sont d'anciens « lobbyistes » professionnels, anciennement membres d'organisations patronales et syndicales.
Selon sa déclaration à la Haute Autorité pour la transparence de la vie publique (HATVP) en 2018, Muriel Pénicaud dispose d'un patrimoine d'environ 7,5 millions d'euros au moment où elle intègre le gouvernement d'Emmanuel Macron, ce qui la rend redevable de l’impôt de solidarité sur la fortune, qui est supprimé 6 mois plus tard pour le remplacer par l'impôt sur la fortune immobilière qu'elle ne paie pas grâce à l'abattement de 30 % sur sa résidence principale.

### Fiscalité
Muriel Pénicaud crée en 2012 le fonds de dotation Sakura, où elle place 670 000 euros, déduits des impôts à 66 % à condition que le fonds finance des « projets d'intérêt général » au titre du mécénat artistique. Ce fonds sert en fait à financer un centre d'art géré par son ancienne collaboratrice Marie-Solange Dubès, qui expose notamment les photographies de Muriel Pénicaud, mais aussi une revue qui publie les livres de Muriel Pénicaud, écrits sous le pseudonyme de « Julia J. Joy ».

### Danone: plus-value lors d'un plan de licenciements
En 2013, Muriel Pénicaud, alors directrice des ressources humaines du groupe Danone, revend ses stock options reçues en 2009, réalisant ainsi une plus-value de 1,13 million d'euros, dont 280 000 € environ sont concomitants à la hausse, début 2013, de la valeur des actions du groupe au moment de l’annonce de 900 suppressions d’emplois de cadres en Europe,,.

### Licenciements de salariés syndiqués
En mars 2018, Mediapart explique que Muriel Pénicaud a validé le licenciement d'un des responsables du syndicat SUD de La Poste, Gaël Quirante, alors que la procédure a été refusée à quatre reprises par l'inspection du travail, qui juge que les faits reprochés à Gaël Quirante ne sont pas assez graves pour le licencier et que son licenciement est lié à ses activités syndicales. Pour l'intéressé « C’est une décision politique […] Il y a une volonté d’en finir avec les poches de résistance d’une entreprise qui veut multiplier les licenciements ».
En mai 2019, elle autorise le licenciement de représentants syndicaux ou délégués du personnel de l’usine Whirlpool d’Amiens, fermée un an plus tôt, dans le cadre de sa délocalisation vers la Pologne.

### Chiffres de l'assurance-chômage
En mars 2019, les données sur lesquelles Muriel Pénicaud fonde sa réforme de l'assurance-chômage font l'objet de vives contestations. Alors qu'elle assure qu'un chômeur sur cinq touche une allocation chômage plus élevée que son salaire, une étude de l'Unédic reprise par plusieurs médias, fait état d'un chiffre cinq fois inférieur.
Une étude publique de Pôle Emploi publiée à l'époque confirme toutefois le chiffre avancé par la ministre. La différence entre les chiffres semble s'expliquer par la méthode de calcul : l'Unédic aurait limité son étude aux demandeurs d'emplois ayant travaillé les 12 derniers mois, tandis que l'étude de Pôle Emploi prend en compte les demandeurs d'emploi ayant travaillé pendant les 24 derniers mois.
En juin 2019, l'Autorité de la statistique publique relève que cette donnée occupe une grande place dans la description du fonctionnement du système d’indemnisation du chômage en France tandis que cette « information publiée par Pôle emploi reste minimale », souligne-t-elle. Elle annonce qu'elle auditera l'INSEE et le Conseil National de l'Information Statistique à propos de ce qu'elle qualifie de « polémique ».

### Conseil d’administration du Forum de Davos
Le 15 novembre 2019, elle est nommée au sein du Conseil d'administration du Forum de Davos, à titre bénévole. Elle met à jour sa déclaration auprès de la Haute Autorité pour la transparence de la vie publique (HATVP) qui lui demande de renoncer à cette fonction d’administrateur dans le cadre de l’article 10 de la loi de 2013. Muriel Pénicaud « prend acte » de la délibération de la HATVP et déclare que sa motivation d'accepter ce mandat bénévole était pour défendre un « capitalisme plus responsable ».

### Présidence de l'association AWARE
En mars 2021, Muriel Pénicaud est annoncée comme la nouvelle présidente de l'association Archives of Women Artists, Research and Exhibitions (AWARE), une association ayant pour objet de réhabiliter les artistes femmes sous-représentées dans l'histoire de l'art, les ouvrages d'art, les expositions et les collections de musées. Préventivement à la parution d'une tribune parue le 22 mars sur le site Mediapart et signée par 260 personnalités du monde de la culture contre son élection, elle annonce sa démission le 21 mars. Ce collectif déclare dans cette tribune viser exclusivement la direction, responsable de cette nomination, et porte les accusations suivantes à l'encontre de Muriel Pénicaud : « Outre son manque de légitimité et d'expertise pour notre secteur d'activité, elle est suspectée de favoritisme, de délit d'initié et de conflits d’intérêt. Par ailleurs, Muriel Pénicaud fut porteuse autant dans ses activités de femme politique, dirigeante d'entreprise et fonctionnaire d’État de mesures et d'actions accentuant la précarisation du travail et de ses travailleur·euse·s ». Dans son communiqué de démission, Muriel Pénicaud regrette ce qu'elle estime être l'instrumentalisation de fausses polémiques sur ses fonctions politiques antérieures qui n'ont rien à voir avec son engagement associatif.

### Candidature au poste de directrice générale de l'OIT
En septembre 2021, l'exécutif soumet la candidature de Muriel Pénicaud au poste de directrice générale de l'Organisation internationale du travail. Certains élus et syndicalistes s'opposent à cette candidature, la jugeant déplacée du fait de certaines de ses actions passées et de ses positions. Une tribune d'un collectif composé de Mathilde Panot, Thomas Portes et Anthony Smith, responsable syndical au ministère du Travail et ancien inspecteur, a été mise en ligne par le média L'Humanité, argumentant à la défaveur de l'ancienne ministre pour la prise de ce poste.

## Décorations
- 2023 :  Officière de la Légion d'honneur[118] (Chevalière en 2008[119])
- 2014 :  Officière de l'ordre national du Mérite[120]
- 2020 :  Commandeure de l'Ordre royal de l'Étoile polaire

## Ouvrages
- 2011 : contribution à Comités exécutifs, voyage au cœur de la dirigeance, Editions Eyrolles.
- 2021 : Pousser les murs, éditions de l'Observatoire.
- 2022 : contribution à Dictionnaire amoureux de l’entreprise, Editions Plon.
- 2023 : Engagée, éditions Alpha.